# European Cup

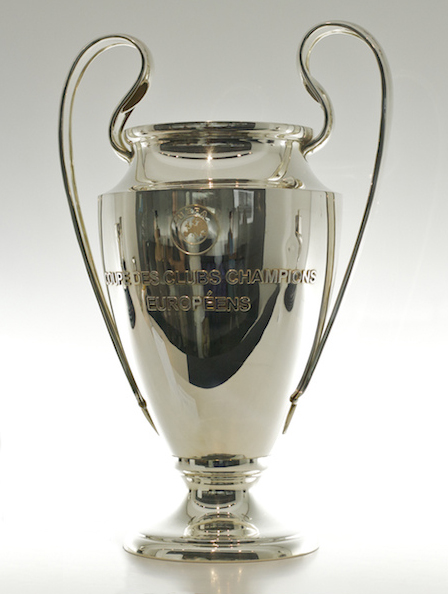
Troféu da Champions League

A European Champion Clubs Cup, ou simplesmente European Cup, é um troféu premiado anualmente pela UEFA ao clube de futebol que vence a Liga dos Campeões da UEFA. O troféu é comumente, embora erroneamente, referido como Champions League Trophy na língua inglesa (Troféu da Liga dos Campeões).
Vários troféus já tiveram este nome, pois um clube que vença a competição por três vezes consecutivas ou que obtenha cinco vitórias tem direito a permanecer com a taça original. Portanto, um novo troféu necessita ser feito para as temporadas seguintes. A UEFA Badge of Honour é uma medalha premiada pela UEFA para esses clubes.

## O Troféu

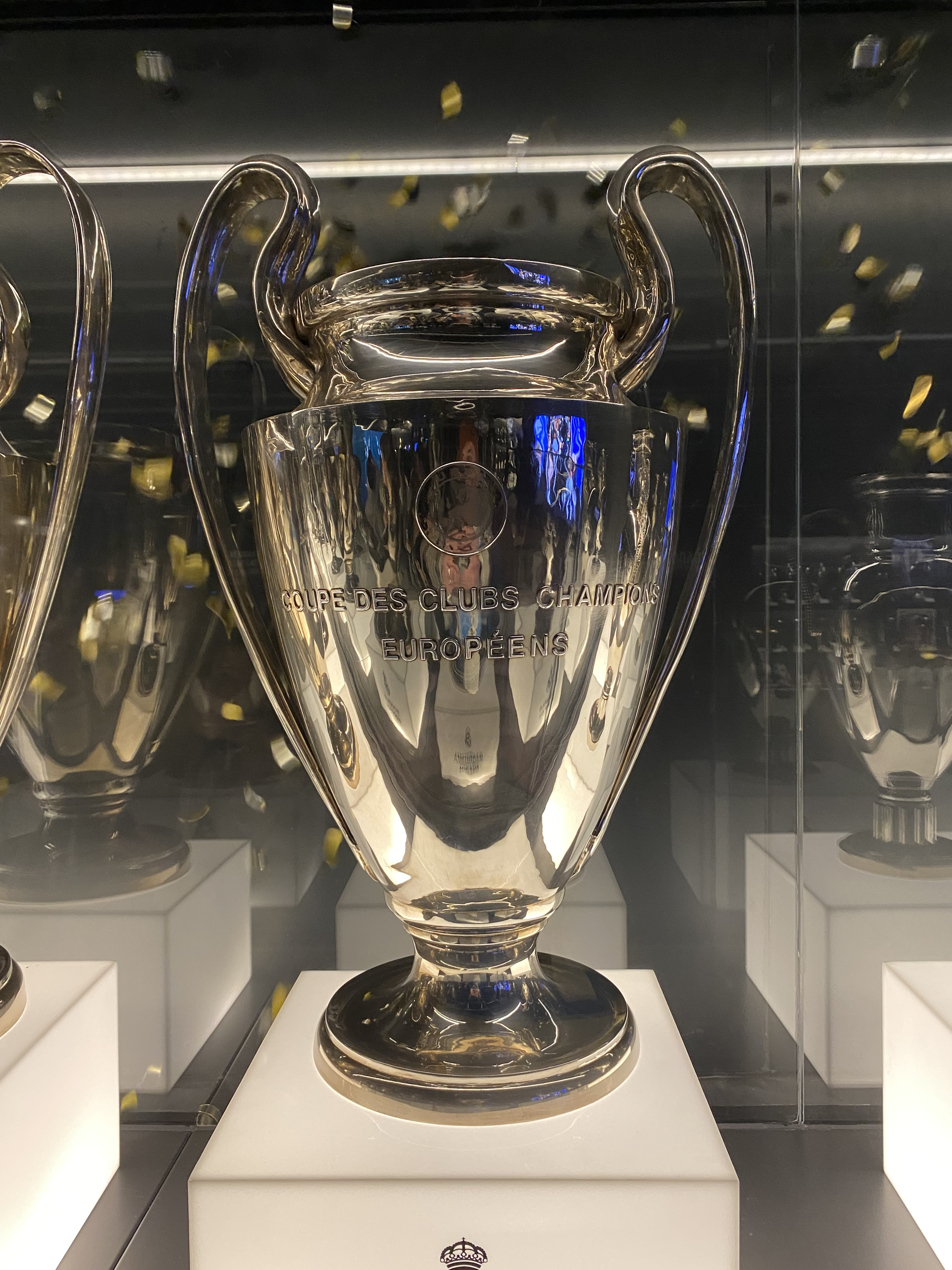
Um dos troféus conquistado pelo.

Os vencedores da Liga dos Campeões possuem o troféu até um ano depois da sua vitória, depois desse período recebem uma réplica do mesmo tamanho para sempre.
A European Cup original foi doada pelo L'Équipe, um jornal esportivo francês. Este troféu foi atribuído permanentemente ao Real Madrid a Março de 1967. Naquele tempo, o clube era o campeão, e tinha obtido já seis títulos, incluindo as primeiras cinco competições (1956 até 1960).
O troféu substituto, com um design ligeiramente diferente do original, foi encomendado pela UEFA a Jörg Stadelmann, um joalheiro de Berne, na Suíça. Com um custo de 10,000 francos suíços, era prateado e possuía 74 cm de altura e 8 kg. Os troféus seguintes foram todos uma replica deste. Em espanhol, a sua alcuna é La Orejona ("orelhudo") devido ao tamanho dos pegadores. Por esta razão, Luis Omar Tapia, relatador da ESPN por um bom tempo, tornou a alcunha "La Orejona" popular no continente americano..
A regra que autoriza um clube a manter um troféu depois de cinco vitórias ou três consecutivas foi introduzida antes da temporada de 1968/69. Nesse momento, o Real Madrid era o único clube a ter uma das qualificações, tendo até as duas. A partir do momento que um clube seja premiado com o troféu, a contagem volta ao zero. Por exemplo, um clube sem títulos que vença seis consecutivos, será premiado com os troféus quando chegar à terceira e à sexta vitória (um para cada três vitórias consecutivas), e não quando atinja a quinta.

### UEFA badge of honour
A UEFA Badge of Honour (Medalha de Honra da UEFA) foi introduzida na competição de 2000/2001. A medalha é gravada na manga esquerda do equipamento durante a Liga dos Campeões e a Taça UEFA. É um desenho oval em azul marinho com um esboço em branco do atual troféu, coberto com partes do logotipo da Liga dos Campeões. Acima do troféu está presente o número de títulos ganhos pelo clube.

### Clubes Honorados
Seis clubes possuem o troféu atual, e foram premiados com a badge of honour:
- Real Madrid CF depois de seis vitórias, 1956-60 e 1966. Desde esse momento, venceram a competição mais oito vezes: 1998, 2000, 2002, 2014, 2016, 2017, 2018 e 2022.
- AFC Ajax depois de três vitórias consecutivas, em 1973. Venceram mais uma vez em 1995.
- FC Bayern München, depois de sua terceira vitória consecutiva, em 1976. Venceram mais três vezes em 2001, 2013 e 2020.
- AC Milan, depois do seu quinto título, em 1994. Venceram mais duas vezes, em 2003 e 2007.
- Liverpool FC, depois do seu quinto título, em 2005. Venceram mais uma vez em 2019.
- FC Barcelona, depois do seu quinto título, em 2015.

### Title-holder logo
Uma "title-holder logo" (logotipo de campeão em título) é usado pelos campeões em título nas temporadas seguintes. O logo é introduzido na competição de 2004/05, onde o Porto era o campeão em título. A distinção entre a title-holder logo e a badge of honour pode ser comparada à distinção entre o scudetto (escudo) usado pelo campeão em título na Serie A da Itália, e o stella (estrela) usado pelas equipes com mais de 10 títulos da Serie A no total.

## Taça UEFA
As regras para a Taça UEFA também dão direito de um clube receber o troféu depois da sua terceira vitória consecutiva ou um total de cinco vitórias. Há também um title-holder logo, mas não uma badge of honour. Contudo, nenhum clube venceu a Taça UEFA mais do que três vezes no total. Dois venceram duas vezes consecutivamente: Real Madrid em 1986, e o Sevilha em 2007. O Real não teve hipóteses de vencer uma terceira vez pois qualificou-se para a Taça dos Campeões Europeus de 1986-87. Semelhantemente, o Sevilha qualificou-se para os 16 finalistas na Liga dos Campeões da UEFA de 2007-08, não podendo defender o seu título.
Vitórias na descontinuada Taça dos Clubes Vencedores de Taças, organizada entre 1960 e 1999, e Taça das Cidades com Feiras, organizada entre 1955-71 (não organizada pela UEFA), não são contadas em qualquer prêmio da UEFA. O Barcelona venceu o troféu da Taça das Feiras permanentemente num playoff contra os Leeds United depois do último torneio.